# La Chambre
La Chambre – miejscowość i gmina we Francji, w regionie Owernia-Rodan-Alpy, w departamencie Sabaudia.
Według danych na rok 1990 gminę zamieszkiwało 981 osób, a gęstość zaludnienia wynosiła 307 osób/km² (wśród 2880 gmin regionu Rodan-Alpy La Chambre plasuje się na 794. miejscu pod względem liczby ludności, natomiast pod względem powierzchni na miejscu 1634.).